# كلاي لاسي
كلاي لاسي (بالإنجليزية: Clay Lacy)‏ هو طيار أمريكي، ولد في 14 أغسطس 1932 في ويتشيتا في الولايات المتحدة.

## وصلات خارجية
- كلاي لاسي على موقع IMDb (الإنجليزية)
- كلاي لاسي على موقع قاعدة بيانات الفيلم (الإنجليزية)